# 145 Adeona
För andra betydelser, se Adeona.
145 Adeona är en asteroid upptäckt 3 juni 1875 av astronomen Christian Heinrich Friedrich Peters i Clinton, New York. Asteroiden har fått sitt namn efter Adeona inom romersk mytologi.
Den tillhör och har givit namn åt asteroidgruppen Adeona.
Ockultationer har observerats flera gånger.